# Kỹ sư theo đơn đặt hàng
Kỹ sư theo đơn đặt hàng là một phương pháp sản xuất đặc trưng bởi:
1. Hoạt động kỹ thuật cần phải được thêm vào thời gian thực hiện sản phẩm.
2. Khi nhận được đơn đặt hàng của khách hàng, các yêu cầu kỹ thuật đặt hàng và thông số kỹ thuật không được biết chi tiết.  Có một số lượng đáng kể của phân tích thiết kế và kỹ thuật cần thiết.

Để tăng tốc thời gian giao hàng, việc áp dụng kỹ thuật đồng thời, nhóm sản phẩm tích hợp và phương pháp phát triển sản phẩm tinh gọn được sử dụng.  Phương pháp đường dẫn quan trọng cũng rất cần thiết.
Môi trường của kỹ sư theo đơn đặt hàng phải sử dụng một cách tiếp cận linh hoạt và thích ứng, theo nhu cầu cho quá trình sản xuất.  Nó thường là giải pháp phù hợp khi chi tiết về đơn đặt hàng của khách hàng không được cung cấp và phát triển kỹ thuật phải được thêm vào thời gian dẫn sản phẩm.
ETO là một kỹ thuật được thúc đẩy để tăng doanh số và cải thiện tỷ suất lợi nhuận cho những công ty có khách hàng cần các giải pháp được điều chỉnh để phù hợp với môi trường độc đáo của riêng họ.  Nó bắt đầu bằng việc bán các khái niệm sản phẩm không có thiết kế cố định và dự kiến sẽ tạo ra một sản phẩm cuối mới, độc đáo.  Đây có thể là bất kỳ sản phẩm nào, từ các ứng dụng phần mềm doanh nghiệp cho đến máy bay đặc biệt đến một chiếc quần jean.  Nhưng môi trường ETO điển hình thường liên quan đến việc thiết kế và chế tạo các máy móc và thiết bị công nghiệp phức tạp tùy chỉnh độc đáo - một trong đó có sự tham gia nặng nề của các ngành kỹ thuật sau đây; cơ khí, điện, cơ điện tử, phần mềm, sản xuất và kỹ thuật hệ thống.  Công ty ETO làm việc với khách hàng của mình để phát triển các sản phẩm mới đáp ứng các yêu cầu và thông số kỹ thuật của khách hàng.

## Kỹ sư theo đơn đặt hàng vs Sản xuất theo đơn đặt hàng
Sự khác biệt giữa phương pháp sản xuất ETO và sản xuất để đặt hàng sản phẩm là kỹ thuật sản phẩm gốc để đặt hàng bao gồm toàn bộ quá trình thiết kế.  Trong các công ty MTO thường có một thiết kế và thông số kỹ thuật cố định để bắt đầu.  Thiết kế hiện có được tuân theo, ngay cả khi khách hàng yêu cầu một số tùy chỉnh về kích thước hoặc vật liệu.  Trong kỹ thuật để đáp ứng các đơn đặt hàng của khách hàng, thiết kế xuất phát từ sự hợp tác với khách hàng, bắt đầu với một nhu cầu và một khái niệm. Các kỹ sư không biết các thông số kỹ thuật cuối cùng, tài liệu hoặc trong phát triển phần mềm, thậm chí cả mạng hoặc nền tảng ứng dụng cho đến khi các khái niệm chính khác được giải quyết.  Đây là một quá trình sáng tạo hơn nhiều và đòi hỏi mối quan hệ chặt chẽ hơn nhiều với khách hàng, cuối cùng dẫn đến một sản phẩm độc đáo.

## Quy trình công nghệ
Các kỹ sư không phải lúc nào cũng theo một dòng chảy trơn tru từ bước này sang bước khác ngay cả trong sản xuất thông thường. Hầu hết các quyết định thiết kế sản xuất có xu hướng lặp đi lặp lại cao.  Thông thường tạo ra một thiết kế đáp ứng sự chấp thuận của khách hàng, thử nghiệm nó, thực hiện các thay đổi để đáp ứng các thông số kỹ thuật và gửi lại ở các giai đoạn hoặc cột mốc nhất định để phê duyệt để tiến hành giai đoạn tiếp theo.  Kỹ sư theo đơn đặt hàng, do bản chất của nó, thậm chí còn phức tạp hơn và lấy khách hàng làm trung tâm.  Điều này đòi hỏi tài liệu đang diễn ra, nhưng cách tiếp cận thường bao gồm tất cả các bước sau.
- Bán hàng: Một đơn đặt hàng được thỏa thuận giữa khách hàng và nhà sản xuất.  Điều này sẽ bao gồm chi phí được trích dẫn, ngày giao hàng và các thông tin cơ bản khác như tài liệu cấu trúc phân chia công việc (WBS).  Điều này được gán cho một dự án như là một mục đặt hàng. Chi phí thường dựa trên chi phí thực tế liên quan đến các dự án tương tự trong quá khứ.  Điều này thường bao gồm việc xem xét làm lại và phế liệu.
- Mở rộng quy mô: Điều này liên quan đến việc tinh chỉnh để biết thêm chi tiết, chẳng hạn như nhóm dự án và chỉ định quản lý, lao động / chế tạo bộ phận, lên lịch lại, tài nguyên dự đoán và phát hành WBS để thiết lập và điều phối các hoạt động của dự án.
- Mua sắm: Một hóa đơn nguyên vật liệu (BOM) bao gồm tất cả các yếu tố được tạo ra và tuân theo để đáp ứng các yêu cầu ban đầu, cũng như quyền sở hữu của sản phẩm cuối cùng.  Đơn đặt hàng làm việc cho từng thành phần được lên kế hoạch theo trình tự.  Nhiều khách hàng sẽ yêu cầu theo dõi rất nhiều thông qua các tờ sản phẩm; đó là, nguồn gốc, đặc điểm kỹ thuật và số lô của mỗi lô vật liệu được sử dụng, để thực hiện tái sản xuất trong tương lai hoặc xác định nguồn gốc của sai sót vật liệu hoặc chất lượng không thể chấp nhận của các thành phần.
- Bắt đầu thiết kế: Nghiên cứu và phát triển bắt đầu thực hiện công việc hiện thực hóa sản phẩm, thường là thanh toán trước khi thiết kế sản phẩm vật lý bắt đầu.  Một liên kết trực tiếp giữa CAD (thiết kế hỗ trợ máy tính) và chế tạo được thực hiện hiệu quả hơn bằng cách loại bỏ nhu cầu nhập liệu ERP (lập kế hoạch nguồn lực doanh nghiệp) làm điều khiển.
- Các mốc quan trọng: Các cột mốc dự án được thiết lập và áp dụng cho việc phát triển đơn hàng để cấu trúc kế hoạch thanh toán của khách hàng.  Một khoản tiền gửi hoặc thanh toán xuống được nhận để khởi động phát triển dự án, nhưng có thể được điều chỉnh trong thanh toán cuối cùng.
- Xác nhận: Biên nhận thanh toán và phê duyệt cho các thành phần thời gian đầu khi mỗi cột mốc được thực hiện [4]
- MRP (lập kế hoạch yêu cầu vật liệu): Đơn đặt hàng theo kế hoạch cho tất cả các vật liệu và yếu tố cần thiết được ban hành trên toàn bộ BOM.
- Lắp ráp: Lắp ráp sơ bộ các thành phần và xác nhận phê duyệt sản xuất.  Thông thường, một khoản thanh toán tạm ứng khác được thực hiện.
- Giao hàng: Cung cấp các thành phần và lắp ráp / cài đặt cuối cùng, thường là tại địa điểm của khách hàng.
- Thời gian dùng thử: Sau khi khách hàng đã thử nghiệm và chấp nhận sản phẩm, thanh toán cuối cùng và giải quyết hợp đồng được thực hiện.
- Đánh giá: Nhà sản xuất tiến hành phân tích chi phí, tiến độ giao hàng và doanh thu thông qua các tài liệu và báo cáo liên quan đến dự án.

## Phẩm chất
Do tính chất độc đáo của sản phẩm được giao, khách hàng có thể chấp nhận rủi ro chất lượng nhất định do hậu quả của ngày giao hàng.  Thời gian thử nghiệm và thử nghiệm cũng có thể bị giới hạn bởi bản chất của sản phẩm, yêu cầu sản xuất và các số liệu được thiết lập để kiểm soát chất lượng.  Vì mỗi sản phẩm về cơ bản là một trong những nguyên mẫu, các công ty nhỏ hơn ở phía nhà sản xuất hoặc khách hàng có thể không có chuyên môn hoặc tài nguyên để thực hiện các trường hợp sử dụng, thử nghiệm người dùng hoặc hướng dẫn chất lượng trong tương lai.  Trong MTO, chất lượng thường được định nghĩa là thiếu khuyết điểm, nhưng phải đáp ứng các mức tối thiểu được xác định trong thông số kỹ thuật.  Trong Kỹ sư để đặt hàng không có thiết kế ban đầu.  Nếu có thể, các sản phẩm tương tự trước đây có thể cung cấp một số hướng dẫn về kiểm tra và độ chính xác, nhưng ý tưởng thiết kế lại hoặc sửa đổi thiết kế hiện tại nhất thiết phải là yêu cầu cốt lõi của kỹ sư để đặt hàng khái niệm.  Tuy nhiên, nó làm giảm chi phí và thời gian nếu người ta có thể sử dụng các thiết kế trước đó.